# Chemours
Chemours Company, communément appelée Chemours (phonétique : «kem-owrs), est une société chimique américaine qui a été fondée en juillet 2015, à la suite d'une scission de la société DuPont. Le nom de la nouvelle société a été choisi pour réaffirmer son ancrage dans la chimie. Chemours est le leader mondial du dioxyde de titane et des produits fluorés. Son siège social est situé à Wilmington, dans le Delaware, aux États-Unis.

## Historique
En octobre 2013, DuPont a annoncé qu'elle prévoyait d'opérer une scission et ainsi de se séparer de sa branche « performance chemicals »  pour constituer une nouvelle société appelée à être cotée en bourse à partir de la mi-2015. En décembre 2014, DuPont a déposé son "formulaire 10" auprès de la SEC et a annoncé que la nouvelle société s'appellerait "The Chemours Company". L'opération s'est terminée le 1er juillet 2015 et les actions de Chemours ont commencé à se négocier à la Bourse de New York à la même date.
Lors de l'annonce du spin-off, Chemours représentait un ensemble de 37 sites de production dans le monde et employait 9 100 salariés. Les sites étaient en majorité en Amérique du Nord (25 aux États-Unis, 1 au Canada) mais on en trouvait aussi 5 en Europe (Malines en Belgique, Malmö en Suède, Dordrecht aux Pays-Bas, Sudbury au Royaume-Uni, et Villers-Saint-Paul en France), 3 en Asie (Taïwan, Chine et Japon) et 2 en Amérique latine (Mexique et Brésil). Cet ensemble avait généré en 2013 un chiffre d'affaires de 6,86 milliards de dollars (4,55 milliards € à l'époque), dégageant un EBIT de 10%.
À l'exception de Sudbury, toutes les usines européennes appartenaient à la Division Produits fluorés de DuPont, le leader mondial des réfrigérants fluorés et les résines industrielles fluoropolymères. Le centre de R&D de cette division est implanté à Mantes-la-Ville (Yvelines).
En 2018, Chemours conservait 28 sites de production dans le monde et 7 000 employés. Quinze sites étaient en Amérique du nord, trois en Europe (Malines, Villers-Saint-Paul, Dordrecht), 3 en Chine, 2 au Japon, 2 au Brésil, 2 au Mexique et 1 à Taiwan. L'entreprise annonce pour 2018 un chiffre d'affaires net de 6,6 milliards de dollars, en hausse de 7 % par rapport à l'année précédente, un bénéfice net de 995 millions de dollars, en hausse de 33 % par rapport à l'année précédente, et un bénéfice par action de 5,67 dollars, en hausse de 48 % par rapport à l'année précédente, l'EBITDA étant de 1,7 milliard de dollars, en hausse de 22 % par rapport à 2017.

## Produits
Chemours produit et vend des produits chimiques spécialisés appartenant à trois segments: les dérivés du titane (basés sur le dioxyde de titane, activité dont la rentabilité est très élevée, les produits fluorés (ex.: fluides frigorigènes, résines et dérivés fluoropolymères industriels, y compris Fréon, Téflon, Viton, Nafion et Krytox), activité dont la rentabilité est forte et les solutions chimiques (cyanure, acide sulfurique, aniline, méthylamines et métaux réactifs).

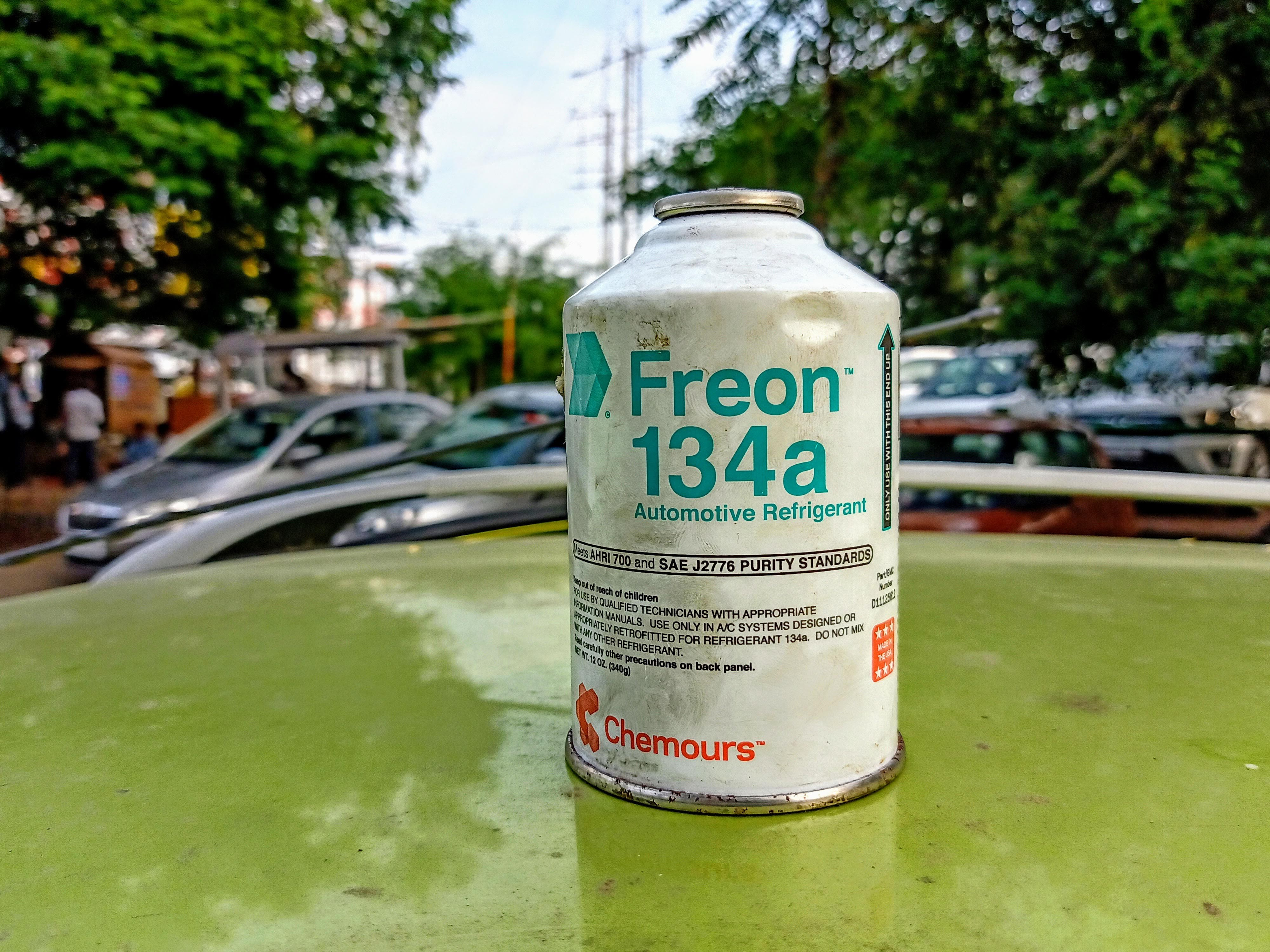
Freon 134a refrigerant for car AC

## Critiques
Chemours a assumé diverses responsabilités légales découlant de poursuites contre DuPont, notamment à la suite du scandale de Parkersburg, et à la suite de la pollution des réseaux d'eau potable au PFAS et au GenX (en), un substitut du PFOA, provoquée par l'usine de Fayetteville, en Caroline du Nord. Cette usine a déversé de grandes quantités de ces produits dans la rivière Cape Fear,. D'après un rapport de Chemours à la Securities and Exchange Commission, il y aurait en cours 1 300 procédures pour exposition à l'amiante depuis les années 1950, 16 pour des maladies liées au benzène, 30 liées aux composés perfluorés et polyfluorés (PFAS), à quoi s'ajoute l'affaire de Fayetteville révélée plus récemment.
En 2018, l'avocat Robert Bilott a assigné les entreprises chimiques 3M, DuPont et Chemours, afin d'obtenir le statut de recours collectif au nom de toutes les personnes vivant aux États-Unis qui ont été exposées non seulement au PFOA mais aussi à des composés apparentés connus sous le nom de PFAS. Ces produits pratiquement indestructibles s'accumulent dans le corps humain et dans l'environnement, créant une série de risques de santé publique particulièrement l'affaiblissment du système immunitaire, le dysfonctionnement du foie et les malformations congénitales.
En 2019, Chemours a attaqué DuPont en justice, estimant que les coûts de règlement des différents problèmes environnementaux avaient été sciemment sous-évalués par DuPont et demandant soit le déplafonnement de la responsabilité de DuPont, soit le remboursement des 4 milliards de dollars versés à DuPont par Chemours au moment de la scission. Dans le cas de Fayetteville, le coût avait été estimé à 2 millions quand il semble à présent devoir largement dépasser les 200 millions.